# Свещен дим
„Свещен дим“ (на английски: Holy Smoke) е драма на режисьора Джейн Кемпиън, който излиза на екран през 1999 година.

## Сюжет
Хората казват, че сексът и религията са две теми, които не могат да бъдат обсъждани, без да се стигне до спор. Сценаристката и режисьорка Джейн Кампиън поставя ребром и двата въпроса в тази комедийна драма. По време на пътуване в екзотична Индия красивата млада Рут (Кейт Уинслет) попада под въздействието на харизматичен религиозен гуру на име Баба. Когато се връща у дома в Австралия, отчаяните ѝ родители наемат Пи Джей Уотърс (Харви Кайтел) – нахакан американски терапевт, който „депрограмира“ членове на религиозни култове. Уотърс започва да разклаща вярата на Рут в учението на Баба, но има проблем: тя го привлича сексуално. След време Рут позволява на Уотърс да я прелъсти, но бързо обръща нещата в своя полза, защото разбира, че сексът ѝ позволява да разклати неговата убеденост, че е мачо и женомразец.

## В ролите
| Актьор         | Роля                |
| -------------- | ------------------- |
| Кейт Уинслет   | Рут Барън           |
| Харви Кайтел   | Пи Джей Уотърс      |
| Джули Хамилтън | Мириам Барън        |
| Тим Робертсън  | Гилбърт Барън       |
| Софи Ли        | Ивона               |
| Дениъл Уили    | Роби                |
| Питър Уитни    | Сержант майор Декер |
| Пол Годар      | Тим                 |
| Пам Гриър      | Керъл               |